# Ленд-им-Пинцгау
Ленд-им-Пинцгау (нем. Lend im Pinzgau) — коммуна (нем. Gemeinde) в Австрии, в федеральной земле Зальцбург. 
Входит в состав округа Целль-ам-Зе.  Население составляет 1530 человек (на 31 декабря 2005 года). Занимает площадь 29,37 км². Официальный код  —  5 06 08.

## Политическая ситуация
Бургомистр коммуны — Петер Эдер (СДПА) по результатам выборов 2004 года.
Совет представителей коммуны (нем. Gemeinderat) состоит из 17 мест.
- СДПА занимает 12 мест.
- АНП занимает 5 мест.